# 迪茲傑
迪茲傑（土耳其語：Düzce）是土耳其的城市，也是迪茲傑省的首府，位於該國西北部，距離首都安卡拉240公里，受海洋性氣候影響，每年平均降雨量827毫米，2009年人口125,240。